# Oswald Veblen
Pour les articles homonymes, voir Veblen.
Oswald Veblen, né le 24 juin 1880 à Decorah dans l'Iowa et mort le 10 août 1960, est un mathématicien américain, dont les travaux en géométrie et en topologie ont eu des applications en physique atomique et en théorie de la relativité. Il a démontré le théorème de Jordan en 1905.

## Biographie
Le grand-père d'Oswald Veblen était un Norvégien, émigré aux États-Unis en 1847.
Veblen obtint un B.A. à l'université de l'Iowa en 1898 et un autre à l'université Harvard en 1900, puis un Ph. D. en mathématiques à l'université de Chicago en 1903, avec un mémoire intitulé A System of Axioms for Geometry et encadré par E. H. Moore.
Il enseigna les mathématiques à l'université de Princeton de 1905 à 1932. En 1926, il fut nommé à la chaire Henry B. Fine (de) de mathématiques. En 1932, il participa à l'organisation de l''Institute for Advanced Study à Princeton et, quittant cette chaire, devint le premier professeur de l'Institut, poste qu'il occupa jusqu'à son éméritat en 1950. Parmi ses étudiants de thèse figurent J. W. Alexander, Alonzo Church, Philip Franklin, Banesh Hoffmann[réf. souhaitée], Harold Hotelling, Robert Lee Moore et J. H. C. Whitehead.
En 1961, l'American Mathematical Society, dont il avait été président en 1923-1924, créa en son honneur le prix Oswald-Veblen en géométrie.
Veblen est le neveu de l'économiste Thorstein Veblen.

## Œuvre
Veblen a fourni d'importantes contributions en topologie et en géométries projective et différentielle – dont des résultats en physique moderne – ainsi qu'en théorie des ordinaux. Pendant la Seconde Guerre mondiale, il a participé à l'élaboration de l'ENIAC, l'un des premiers ordinateurs électroniques.
Il a aussi publié en 1912 un article sur la conjecture des quatre couleurs (démontrée en 1976).

## Livres de Veblen
- avec W. H. Bussey : Finite projective geometries, 1906
- avec Nels Johann Lennes : Introduction to infinitesimal analysis; functions of one real variable, 1907
- Collineations in a finite projective geometry, 1907
- Non-Desarguesian and non-Pascalian geometries, 1908
- avec John Wesley Young : Projective geometry, 2 vol., 1910, 1917
- Analysis Situs (en), 1922
- The invariants of quadratic differential forms, 1933
- avec J. H. C. Whitehead : The foundations of differential geometry, 1933
- Projective relativity theory, 1933